# Austrian Rallye Challenge
Die Austrian Rallye Challenge der OSK (Oberste Nationale Sportkommission für den Kraftfahrsport) wurde im Jahre 2005 eine eigenständige Veranstaltungsserie, die aus der Österreichischen Rallye Challenge, die es seit 2000 gibt, hervorgegangen ist. 
Ein Konsortium aus Veranstaltern hat in Zusammenarbeit mit der OSK diese Rallyeserie auf die Beine gestellt, die den Teilnehmern die Möglichkeit zu günstigem Rallyesport bieten soll. 
Hier sollen nicht die teuren Hightech Fahrzeuge im Vordergrund stehen, sondern auch ältere, ehemals homologierte und historische Fahrzeuge, aber natürlich auf jene der Gruppen A und N.
Ein weiteres Ziel der Serie soll es sein, junge Rallyefahrer und -beifahrer mit leistbaren Mitteln an die Materie des Rallyesports heranzuführen, wo sie auch mit einem PS schwächeren Fahrzeug die Möglichkeit haben, zu Punkten zu kommen und um den Gesamtsieg mitzufighten.
Ein ausgeklügeltes Punktesystem bietet allen Teilnehmern die Möglichkeit ganz vorne um den Titel zu kämpfen. 
Ein weiterer Punkt gegenüber der Österreichischen Rallye-Staatsmeisterschaft ist der geringe Zeitaufwand, am Freitag steht die Besichtigung der Sonderprüfungen und die administrative und technische Abnahme auf dem Zeitplan, am Samstag folgt dann die eigentliche Rallye, bei der Sonderprüfungen mit ca. 120 Gesamtkilometern zu befahren sind, am Abend folgt dann noch die Siegerehrung.